# Diamantinasaurus
Diamantinasaurus – rodzaj zauropoda z grupy tytanozaurów. Holotyp (AODF 603) obejmuje prawą łopatkę, lewą i prawą kość ramienną, niemal kompletny prawy nadgarstek, kość I lewego nadgarstka, żebra grzbietowe oraz fragmenty brzusznych, lewą kość biodrową i izolowane wyrostki krzyżowe, kości łonowe i kulszowe oraz prawe: kość udową, piszczelową, strzałkową, skokową i kruczą. Poropat i współpracownicy (2014) opisali dodatkowe skamieniałości należące do tego samego osobnika: dwa niekompletne kręgi grzbietowe, cztery zrośnięte kręgi krzyżowe i prawą kość promieniową; autorzy stwierdzili też, że kość zidentyfikowana przez autorów opisu D. matildae jako płyta mostkowa jest w rzeczywistości prawą kością kruczą. Skamieniałości te zostały wydobyte z datowanych na najpóźniejszy alb lub przełom cenomanu i turonu osadów formacji Winton, około 60 km na północny zachód od Winton w stanie Queensland. Według analiz filogenetycznych przeprowadzonych przez Hocknulla i współpracowników Diamantinasaurus jest zaawansowanym tytanozaurem należącym do kladu Lithostrotia. Analizy filogenetyczne przeprowadzone przez Poropata i współpracowników (2014) potwierdziły przynależność D. matildae do Lithostrotia, jednak jego dokładna pozycja filogenetyczna w obrębie tego kladu jest niepewna. Z analizy przeprowadzonej w oparciu o macierz danych z analizy Carballido i Sandera (2014) wynika, że Diamantisaurus jest taksonem siostrzanym do południowoamerykańskiego rodzaju Tapuiasaurus; natomiast z analizy przeprowadzonej w oparciu o macierz danych z analizy Manniona i współpracowników (2013) wynika, że Diamantisaurus jest taksonem siostrzanym do azjatyckiego rodzaju Opisthocoelicaudia.
Na terenie formacji Winton pod koniec wczesnej kredy – oprócz Diamantinasaurus – występował również inny zauropod z grupy Titanosauriformes – Wintonotitan – oraz teropod Australovenator. Fauna wczesnokredowej Australii była zróżnicowana i obejmowała zarówno formy plezjomorficzne, takie jak Wintonotitan i Australovenator, oraz zaawansowane, jak Diamantinasaurus. W rzecznych osadach formacji Winton odkryto również szczątki różnych kręgowców lądowych i wodnych – ryb, krokodylomorfów, żółwi – oraz małży. Tak jak inne zauropody Diamantinasaurus był czworonożnym roślinożercą. Mógł żywić się roślinami okrytonasiennymi, araukariami, miłorzębami lub paprotnikami, których skamieniałości również odnaleziono w formacji Winton.
Nazwa Diamantinasaurus pochodzi od rzeki Diamantina, przepływającej w pobliżu miejsca odnalezienia holotypu, oraz zlatynizowanego greckiego słowa sauros („jaszczur”). Epitet gatunkowy gatunku typowego, matildae, odnosi się do Waltzing Matilda – jednej z narodowych piosenek australijskich, do której słowa napisał Banjo Paterson w 1895 w Winton.